# Camp Nama
Koordinaten: 33° 14′ 50,3″ N, 44° 13′ 18,4″ O
Camp Nama war ein Militärstützpunkt am Flughafen von Bagdad, Irak, zur Regierungszeit von Saddam Hussein. Der Name ist ein Akronym für Nasty Ass Military Area.
Nach der US-Invasion wurde das Gelände ab der Jahresmitte 2003 von US-Elitesoldaten übernommen. Am 19. März 2006 berichtete die New York Times, dass der Komplex von der Task Force 6-26 benutzt wurde, um dort irakische Gefangene zu foltern und zu misshandeln. Dies geschah vor und nach dem Folterskandal im Abu-Ghuraib-Gefängnis. Einige der Folterungen fanden im sogenannten „Black Room“ statt, welcher auch schon zu Husseins Zeiten als Folterkammer benutzt worden war.
Seit August 2003 warnten mehrere offiziellen Stellen vor den Zuständen. Die CIA verbot ihren Mitarbeitern, an den Verhören teilzunehmen. Um das Gefängnis waren Plakate angebracht, auf denen zu lesen war: „No Blood No Foul“. Dies sollte heißen, dass wenn die Gefangenen nicht bluten, einen keiner anklagen kann.
Ein Hauptziel der Einrichtung war es, Gefangene zu verhören, um Informationen über Abu Musab az-Zarqawi zu bekommen. Im Sommer 2004 wurde das Lager geschlossen.

## The Black Room
Die einzelnen Bereiche des Lagers befanden sich im militärischen Teil des Flughafengeländes, zur Geheimhaltung erhielten alle Gebäude einprägsame Tarnnamen: „VIP-Room“,  „Motel 6“,  „Hotel California“, …. Als wertvoll angesehene Gefangene wurden im „Black Room“ verhört. Dies war ein leerer Raum mit großen von der Decke hängenden Metallhaken. Um die Gefangenen zu quälen, wurden diese zwischen den Verhören mit ohrenbetäubender Musik – Rock ’n’ Roll oder Rap – beschallt. In dem Raum wurden die Gefangenen entwürdigt, bespuckt, angeschrien und mit Gewehrkolben geschlagen.
Auf dem Gelände wurden zudem andere Gefangene als Zielscheiben für Schießübungen mit Paintball-Gewehren benutzt, deren Treffer schmerzhafte Blutergüsse hervorrufen.